# İrina Netreba
İrina Netreba –también escrito como Iryna Netreba– (26  de abril de 1991) es una deportista azerbaiyana de origen ucraniano que compite en lucha libre.
Ganó una medalla de bronce en el Campeonato Mundial de Lucha de 2018 y una medalla de plata en el Campeonato Europeo de Lucha de 2014.

## Palmarés internacional
| Campeonato Mundial | Campeonato Mundial | Campeonato Mundial | Campeonato Mundial |
| Año                | Lugar              | Medalla            | Categoría          |
| ------------------ | ------------------ | ------------------ | ------------------ |
| 2018               | Budapest (Hungría) | Medalla de bronce  | 65 kg              |
| Campeonato Europeo |                    |                    |                    |
| Año                | Lugar              | Medalla            | Categoría          |
| 2014               | Vantaa (Finlandia) | Medalla de plata   | 58 kg              |